# Wenn alle untreu werden
Wenn alle untreu werden (с нем. — «Когда все изменят») — первая строка немецкой патриотической песни, написанной Максом фом Шекендорфом в 1814 году.

## История
Шенкендорф поместил на текст песни посвящение: «Яну во имя Священной германской империи. Песня представляла собой переработку одноимённого религиозного гимна Новалиса, опубликованного в 1802 году. В качестве мелодии был взят слегка измененный мотив французской охотничьей песни «Pour aller à la chasse faut être matineux» (с фр. — «Чтобы пойти на охоту, надо рано встать». В XIX веке песня стала очень популярна в патриотических и студенческих кругах, публиковалась в многочисленных песенных сборниках. Во времена Нацистской Германии песня стала одной из главных песен СС — в песеннике этой организации она стояла на третьем месте после «Песни немцев» и «Песни Хорста Весселя». Парафраз первой строки песни «Unsere Ehre heißt Treue» (с нем. — «Наша честь — это верность») стал лозунгом СС. После поражения Германии во Второй мировой войне песня использовалась ветеранами Ваффен СС.

## Текст
| Wenn alle untreu werden, so bleiben wir doch treu, Dass immer noch auf Erden für euch ein Fähnlein sei. Gefährten uns’rer Jugend, Ihr Bilder bess’rer Zeit, Die uns zu Männertugend und Liebestod geweiht. Wollt nimmer von uns weichen, uns immer nahe sein, Treu wie die deutschen Eichen, wie Mond und Sonnenschein! Einst wird es wieder helle In aller Brüder Sinn, Sie kehren zu der Quelle in Lieb und Treue hin. Ihr Sterne seid uns Zeugen, die ruhig niederschaun, Wenn alle Brüder schweigen und falschen Götzen traun. Wir woll’n das Wort nicht brechen, Nicht Buben werden gleich, Woll’n predigen und sprechen vom heil’gen deutschen Reich. | Если все изменят, мы останемся верными, Чтобы для тебя на Земле оставался хотя бы один батальон. Спутники нашей юности, Образы лучших времен, Посвятившие нас в мужскую добродетель и смерть любви. Никогда не покидайте нас, всегда будьте рядом с нами, Верными, как немецкие дубы, как луна и солнце! Однажды оно снова станет ярким В умах всех братьев, Они вернутся к истокам в любви и верности. Вы, звёзды, - свидетели нам, спокойно смотрящие вниз, Когда все братья молчат и уповают на ложных идолов. Мы не нарушим слово, Не станем как мальчишки, Будем проповедовать и говорить о святой Германской империи. |